# Ryusuke Senoo
Ryusuke Senoo (妹尾 隆佑 Senoo Ryusuke?), född 20 februari 1986 i Okayama prefektur, är en japansk fotbollsspelare.
Senoo började sin karriär 2008 i Fagiano Okayama. Han spelade 144 ligamatcher för klubben. Han avslutade karriären 2015.